# Reiner Ruthenbeck
Reiner Ruthenbeck, né le 30 juin 1937 à Velbert (Allemagne) et mort le 10 décembre 2016 à Ratingen (Allemagne), est un sculpteur et artiste conceptuel allemand.
En 1985, il a exposé avec Lawrence Weiner au Consortium à Dijon.